# Glitch Productions
Glitch Productions Pty. Ltd., también conocida como Glitch (a veces estilizada en mayúsculas) y anteriormente Glitchy Boy o Glitchy Boy Productions, es un estudio de animación por computadora australiano con sede en Sídney, Nueva Gales del Sur. Comenzaron como Glitchy Boy en 2017 y fueron creados para representar la serie web SMG4, que existía desde 2011. Desde entonces, han ampliado su producción a productos con presupuestos significativamente más altos, como Meta Runner, Murder Drones y The Amazing Digital Circus, los cuales continúan siendo publicados en YouTube, bajo el canal de YouTube GLITCH. La serie más reciente de Glitch, The Amazing Digital Circus, se convirtió en un fenómeno en internet y acumuló 161 millones de visitas hasta diciembre de 2023. La empresa fue incluida en la lista Forbes 30 Under 30 de Medios, Marketing y Publicidad en 2023. Glitch actualmente tiene 2 canales principales en YouTube. "GLITCH" es su canal principal donde se cargan la mayoría de sus programas animados. "SMG4" es su canal anterior dedicado a subir SMG4 y sus derivados.

## Historia
El 7 de mayo de 2011, Luke Lerdwichagul, uno de los cofundadores, inauguró su primer canal de YouTube, SMG4, cuando tenía apenas 13 años. El contenido del canal se enfoca mayormente en situaciones cómicas animadas que involucran a Super Mario y otros personajes de videojuegos e internet, incluyendo la reciente introducción de creaciones originales. Hacia el 2016, el hermano mayor de Luke, Kevin Lerdwichagul, quien había estado siguiendo de cerca el canal y su amplia audiencia, percibió el potencial de establecer un negocio en torno a este proyecto. Más adelante se unió a tiempo completo como guionista y productor, mientras que Luke tomó un rol directorial y dio voz al personaje principal. Actualmente, en diciembre de 2023, el canal ha alcanzado los 7.5 millones de suscriptores.
El 24 de mayo de 2017, Luke publicó un video de correos de fanáticos en el canal de SMG4, donde mencionó brevemente que se había fundado una empresa llamada Glitchy Boy para representar sus canales SMG4, Hobo Bros. y TheAwesomeMario. Luego, el 5 de septiembre de 2018, lanzaron un video formal en el mismo canal, donde Luke y Kevin explicaron completamente el concepto de Glitchy Boy, que ahora se rebrandeaba como Glitch Productions. En ese mismo video, también presentaron Hitbox, una serie de acción real protagonizada por Kevin y Luke interpretando varios personajes de Nintendo.
El 5 de diciembre de 2018, Glitch lanzó el tráiler de Meta Runner después de varios avances. Era una serie de ciencia ficción sobre deportes electrónicos animada por computadora que se emitiría en el canal SMG4 el 16 de julio de 2019. Financiada por Screen Australia, esta serie se convirtió en la inversión más exitosa en línea de la compañía, atrayendo a 10 millones de espectadores en su primera temporada. La financiación para la primera temporada también contó con el apoyo de Crunchyroll y AMD, en asociación con Epic Games. El 20 de abril de 2020, Screen Australia anunció que financiarían una segunda temporada de Meta Runner.
El 27 de agosto de 2020, Glitch Productions trasladó sus operaciones a su propio canal oficial de YouTube, aunque SMG4 y Hobo Bros. seguirían teniendo sus propios espacios en sus respectivos canales. SMG4 luego eliminó toda la marca de Glitch. El estreno más destacado en este nuevo canal fue el piloto de un derivado de Meta Runner llamado Ultra Jump Mania!, presentado el 4 de septiembre de 2020. A pesar de esto, el piloto no obtuvo luz verde para una temporada completa. Pronto después, la segunda temporada de Meta Runner se estrenó el 16 de octubre de 2020, también respaldada por Screen Australia.
El spin-off de SMG4, Sunset Paradise, se presentó el 12 de marzo de 2021 por Glitch Productions. Esta serie se centra en Meggy Spletzer, un personaje destacado de SMG4. El piloto se lanzó el 26 de marzo de 2021 y el 12 de mayo de 2021, Screen Australia financió la producción en línea de la serie.
El 9 de octubre de 2021, se anunció que Glitch lanzaría un piloto titulado Murder Drones, creado, escrito y dirigido por Liam Vickers, el 29 de octubre.   Más tarde, la serie ganaría un premio Webby al mejor vídeo animado.
El 1 de septiembre de 2023, Glitch anunció que organizaría GlitchX, una exposición de animación independiente, el 9 de noviembre de 2023.  Antes de la convención, Glitch Productions lanzó el piloto de The Amazing Digital Circus, una serie creada en colaboración con Gooseworx, el 13 de octubre de 2023.   Tras su lanzamiento, se convirtió en un fenómeno en línea y obtuvo más de 100 millones de visitas en menos de un mes.
Durante GlitchX, el 8 de noviembre de 2023, Glitch presentó un nuevo logotipo por primera vez en 5 años, simplificándolo y eliminando la calavera inspirada en Game Boy por primera vez desde sus inicios, reemplazándola por una calavera más cómica. También se anunció que se estaría desarrollando una nueva serie animada, bajo el título The Gaslight District, creada por Nick Szopko (quien anteriormente trabajó como artista 3D para Helluva Boss).

## Programación

### Actual
| Título                     | Creador(es)                      | Fecha de estreno      | Actual temporada | Fuentes |
| -------------------------- | -------------------------------- | --------------------- | ---------------- | ------- |
| SMG4                       | Lucas Lerdwichagul               | 7 de mayo de 2011     | 14               | [ 6 ]   |
| The Amazing Digital Circus | Cooper Smith Goodwin (Gooseworx) | 13 de octubre de 2023 | 1                |         |
| The Gaslight District      | Nick Szopko                      | 18 de abril de 2025   | 1                | [ 12 ]  |

### Futura
| Título               | Creador(es)                                 | Fecha de estreno | Fuentes |
| -------------------- | ------------------------------------------- | ---------------- | ------- |
| Knights of Guinevere | Dana Terrace, John Bailey Owen, Zach Marcus | 2025             | [ 13 ]  |

### Anteriores
| Título          | Creador(es)                           | Fecha de estreno         | Fecha de finalización   | Nota(s)                                                       |
| --------------- | ------------------------------------- | ------------------------ | ----------------------- | ------------------------------------------------------------- |
| Meta Runner     | Kevin Lerdwichagul Lucas Lerdwichagul | 25 de julio de 2019      | 9 de septiembre de 2022 |                                                               |
| Sunset Paradise | Kevin Lerdwichagul Lucas Lerdwichagul | 26 de marzo de 2021      | 30 de julio de 2021     | Spin-off de SMG4                                              |
| TheAwesomeMario | Lucas Lerdwichagul                    | 13 de julio de 2013      | 31 de diciembre de 2017 | Canal de YouTube con contenido extra                          |
| Hobo Bros       | Kevin Lerdwichagul Lucas Lerdwichagul | 3 de diciembre de 2016   | 31 de diciembre de 2020 | Canal variado de YouTube que incluye Let's Plays y reacciones |
| Hitbox          | Kevin Lerdwichagul                    | 21 de septiembre de 2018 | 20 de diciembre de 2019 |                                                               |
| Murder Drones   | Liam Vickers                          | 22 de octubre de 2021    | 23 de agosto de 2024    |                                                               |

## Programas de dibujos animados
- 2017 - Can (Pertenece a Smartbooks)
- 2018 - Hitbox (Pertenece a Glitch Producciones)
- 2019 - Sakura School Simulator (Pertenece A Garusoft)
- 2020 - Meta Runner (Pertenece a Glitch Producciones)
- 2020 - TBA (Pertenece a Glitch Producciones)
- 2020 - Out Of Box (Pertenece a Glitch Producciones)
- 2021 - I Don't Know (Pertenece a Glitch Producciones y Screen Australia)